# デビッド・シアラー
デビッド・シアラー（David James Shearer、MBE、1957年7月28日 - ）は、ニュージーランドの元政治家。人道活動家、国際連合職員。第13代ニュージーランド労働党党首等を経て、国際連合事務総長特別代表、国際連合南スーダン派遣団長。

## 来歴
オークランド生まれ。パパトエトエ・ハイスクール卒業後、オークランド大学で理学士、カンタベリー大学で理学修士号（資源管理学専攻）取得。クライストチャーチ教育大学（現・カンタベリー大学教育学術院）教育学ディプロマコースを修了し教員資格を取得。1983年から1987年までマッセー・ハイスクール、オネフンガ・ハイスクールに理科教師として勤務する。

### 社会活動
教職を離れ、タイヌイ信託基金の契約コンサルタントとして環境問題、マオリ問題を担当する。このころよりマオリ社会とその問題について深く探究するようになる。

### 人道支援活動
32歳の時にセーブ・ザ・チルドレン、国際危機グループの活動に参加。人道活動を始めスーダン、ソマリアの難民キャンプで活動する。1992年、ニュージーランド・ヘラルド紙が選ぶ「ニュージーランド人・オブ・ザ・イヤー」に選出される。1993年、ソマリアでの人道支援活動に対して大英帝国勲章（名誉団員）が授与される。

### 国連での活動
1995年から国連人道調整担当上席顧問に任命され南レバノンに派遣される。1999年に国連ルワンダ人道副調整官としてルワンダ、国連人道調整担当上席顧問としてアルバニア、国連ベオグラード人道調整官としてされベオグラードへ派遣される。その他にコソボ、コンゴ民主共和国で人道支援活動を行う。2000年に国連職を離れ、2002年までニュージーランド外交通商省顧問（フィル・ゴフ外交通商大臣（当時）の補佐役）に就任。2002年に国連の活動に復帰し国連アフガニスタン支援ミッションに参加。2003年に国連エルサレム人道調整官としてエルサレムへ派遣され、2006年に国連レバノン人道調整官としてレバノンへ派遣される。2007年にイラク担当国際連合事務総長特別代表（人道支援、復興開発担当）、国連常駐人道調整官としてイラクへ派遣される。

### 政界進出
2009年5月、ニュージーランドへ帰国しヘレン・クラークの辞職に伴い行われた議会補欠選挙に出馬し初当選。1999年と2002年の総選挙に労働党から出馬したが、2度の落選を経験している。労働党所属議員としては高等教育・科学技術担当報道官を務めた。
2011年12月13日、労働党議員総会を経てフィル・ゴフの後任として労働党党首に就任。しかし、国際的な知名度とは裏腹に国内での知名度は低く、党内支持基盤の低さから労働党支持率は伸び悩み、2014年の総選挙を前に臨時議員総会を開き、2013年8月22日に党首を辞任した。後任にはデイヴィッド・カンリフが就任。党首辞任後は労働党外交問題担当報道官 兼 エネルギー資源問題担当報道官に就任した。

### 政界引退
2016年12月8日に政界からの引退を発表。人道活動に復帰し、同年12月13日に潘基文国連事務総長（当時）に、国際連合事務総長特別代表、国連南スーダン派遣団長に任命された。
ギリシャ系の血を引く妻アヌーシュカとの間に1男1女。